# Christine Daugaard
Christine Margaretha Daugaard (30. januar 1831 i Thorstrup ved Varde – 18. december 1917 i Ribe) var en dansk forfatterinde, datter af biskop Jacob Brøgger Daugaard.
Tilhørende en begavet og litterært dannet slægt optrådte hon i 1850-60’erne, delvis under pseudonymet Erica, med adskillige åndelige og fædrelandshistoriske digte (blandt andre Lyngblomster 1856, Historiske Digte 1861, Aandelige Digte 1865). Hun udgav også 1884 en forkortet oversættelse af Torquato Tassos Befriede Jerusalem.

## Hilsen til Ribe
I det første nummer af Ripenserbladet, har Christine Daugaard skrevet et digt til sin hjemby, under overskriften Hilsen til Ribe!
Vi elske Dig, du gamle By
ved Aaens Bred!
Vi, som har levet i dit Ly, —
hvor end vi vandred under Sky,
vi. tog dit Billed med;
vi elske Aaens Bølgedans,
nu strid, nu biid
og Sletten med sin Blomsterkrans
og Engens grønt med Sneens Pragt
saa vinterhvid.
Vi elske Mindets Krans, som gror
af Tider graa,
vi elske Kirkens høje Kor
dens brede Hal ærværdig stor,
hvor stærke Piller staa,
og Klokkens Malm naar vidt om Vang
og frit mod Sky.
Den hilser som en herlig Sang
med Alvorsrøst og Fredens Klang
vor gamle By.
Staa, gamle By, staa fast i Gud!
skyd frisk og fro
i Alderdommen friske Skud,
og glem ej fjerne Fædres Bud.
Staa fast i Fædres Tro!
Elsk Mindets Røst og Lærkens Slag
mod Himlens Hvælv!
Fortryd ej paa dit lave Tag,
stræb frem til sidste Aandedrag,
men vær dig selv!